# Fillols
Fillols – miejscowość i gmina we Francji, w regionie Oksytania, w departamencie Pireneje Wschodnie.
Fillols leży we wschodnich Pirenejach.
Według danych na rok 1990 gminę zamieszkiwało 141 osób, a gęstość zaludnienia wynosiła 17 osób/km² (wśród 1545 gmin Langwedocji-Roussillon Fillols plasuje się na 762. miejscu pod względem liczby ludności, natomiast pod względem powierzchni na miejscu 838.). 

## Zabytki
Zabytki na terenie gminy posiadające status monument historique:
- kościół św. Feliksa (Église Saint-Félix de Fillols)
- kościół św. Piotra (Église Saint-Pierre de Fillols)

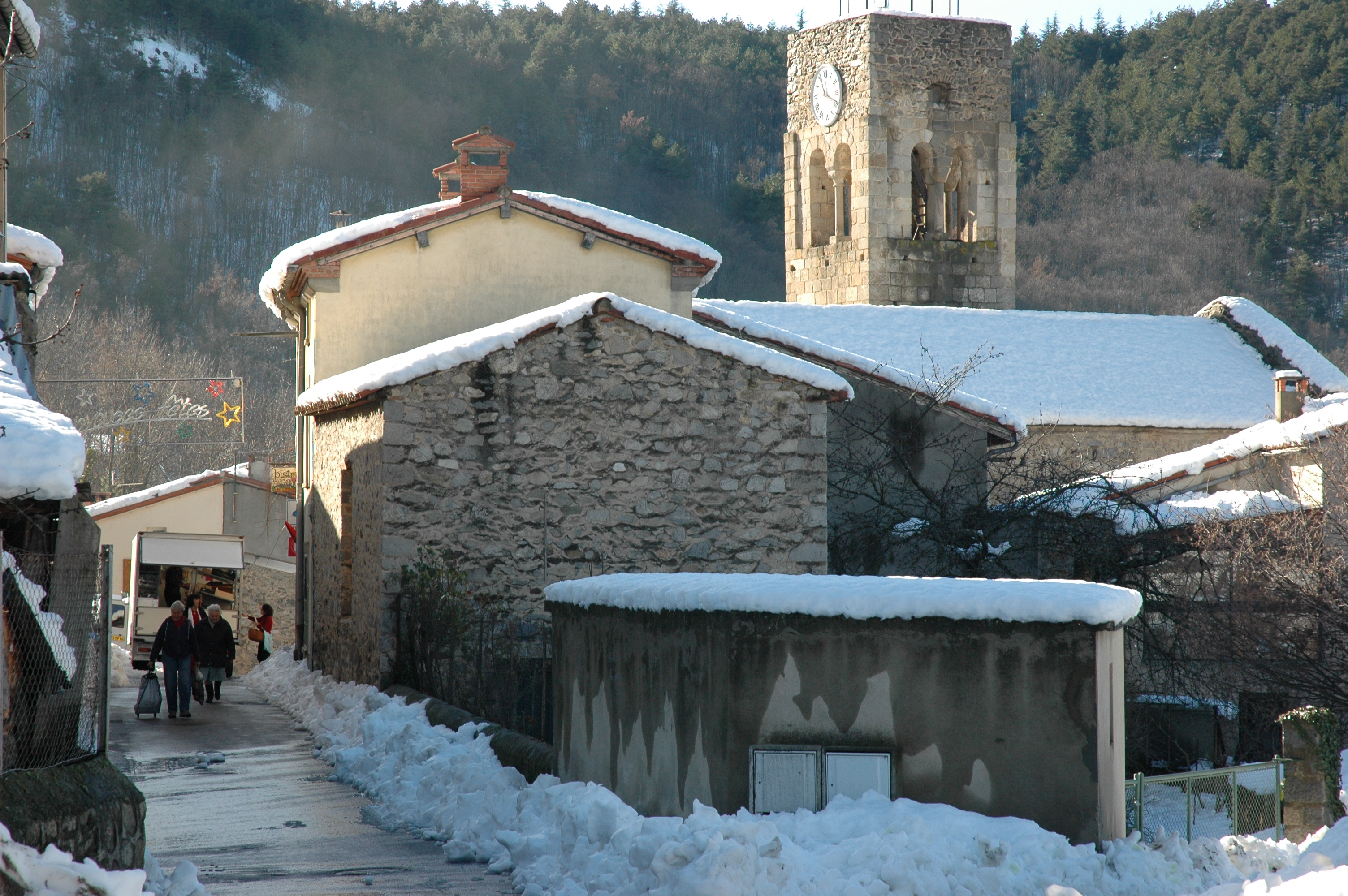
Kościół w Fillols (2008)
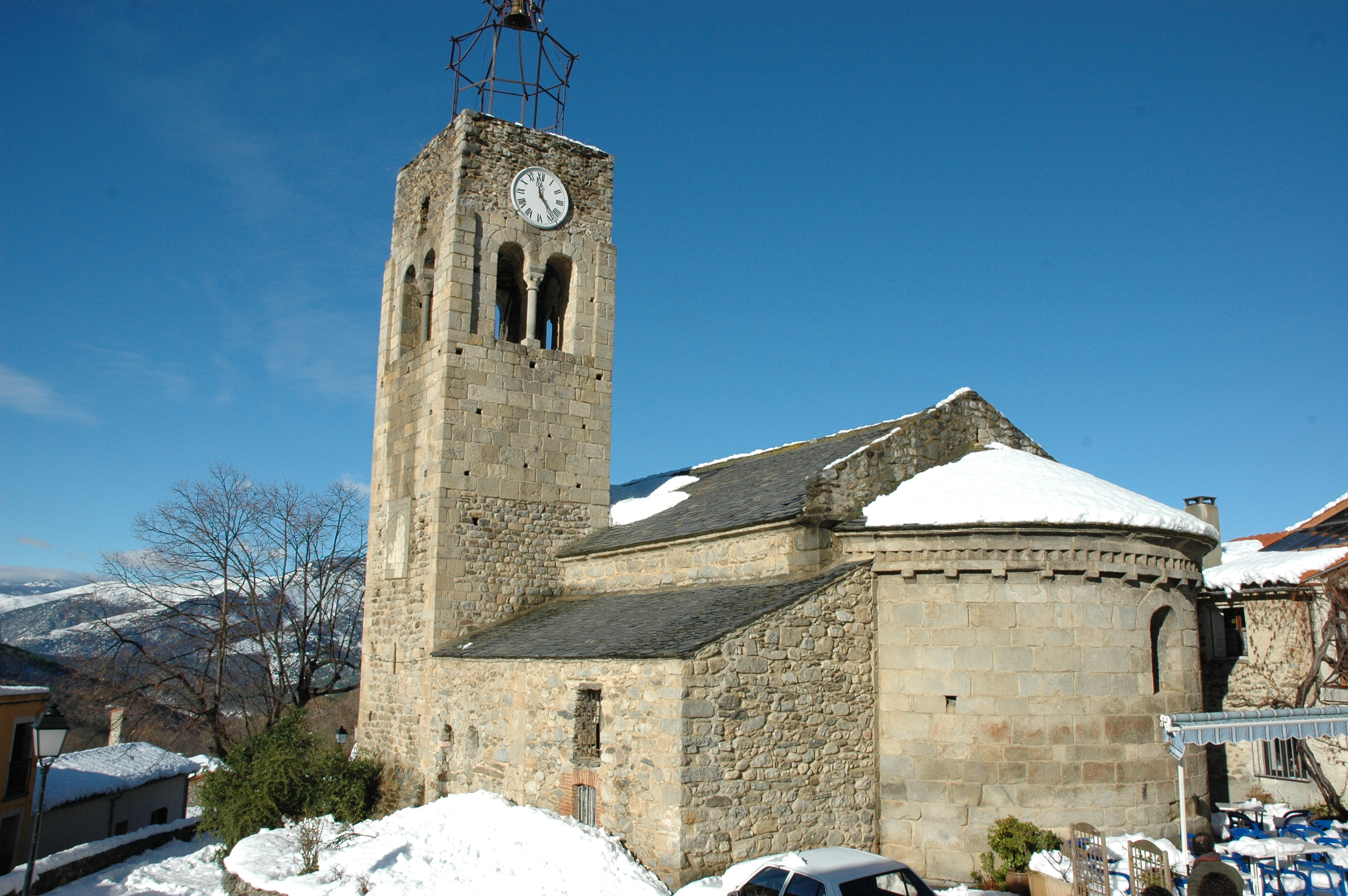
Kościół w Fillols (2008)
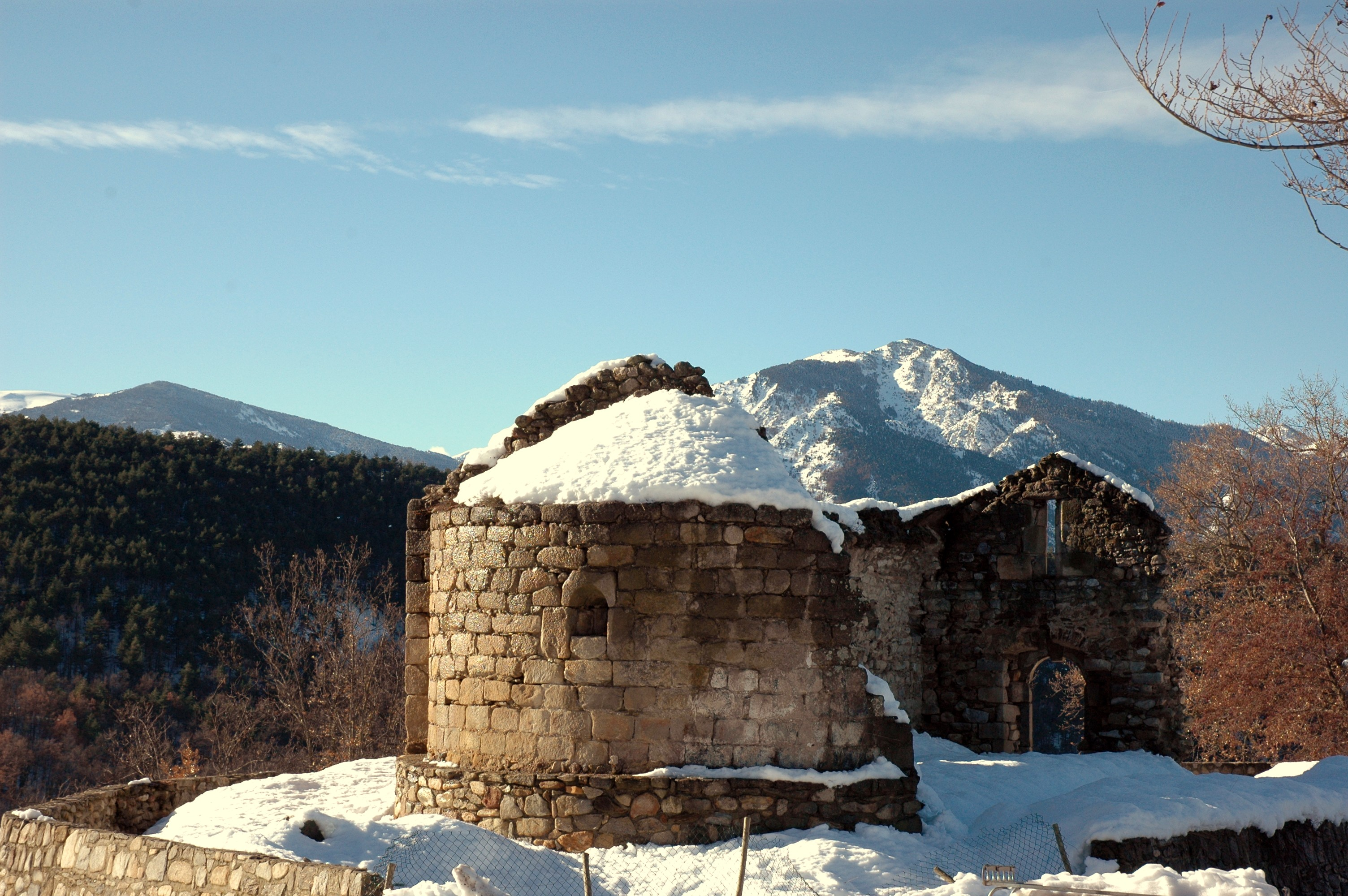
Ruiny kościoła Saint-Pierre w Fillols (2009)

## Populacja

Populacja Fillols w latach 1962–2008